# Chanda Prescod-Weinstein
Chanda Prescod-Weinstein es una cosmóloga estadounidense, divulgadora y activista de género cuya principal actividad profesional se desarrolla en la Universidad de Washington. Es la investigadora principal en un proyecto financiado por el Foundational Questions Institute (FQXi) titulado "Epistemological Eschemata of Astro | Physics: A Reconstruction of Observers".

## Infancia y estudios
Nació en El Sereno, Este de Los Ángeles, California, y fue a la escuela en el Distrito Escolar Unificado de Los Ángeles. Obtuvo su licenciatura en física y astronomía en la Universidad de Harvard en 2003. Realizó su tesis de licenciatura "A study of winds in active galactic nuclei" bajo la supervisión de Martin Elvis. Poco después recibió su máster en Astronomía en la Universidad de California en Santa Cruz, trabajando con Anthony Aguirre. En 2010, Prescod-Weinstein completó su tesis doctoral, titulada "Acceleration as quantum gravity Phenomenology", supervisada por Lee Smolin y Niayesh Afshordi en la Universidad de Waterloo, manteniendo a la vez su labor como investigadora en el Instituto Perimeter de Física Teórica. Esto la convirtió en la mujer negra número 63 en obtener un doctorado en física.

## Investigación
Su labor investigadora se ha centrado en varios temas relacionados con la cosmología y la física teórica, incluyendo el axión como posible principal constituyente de la materia oscura, la inflación cósmica y la teoría clásica y cuántica de campos en el universo temprano.
De 2004 a 2007 Prescod-Weinstein fue nombrada becaria predoctoral de investigación en la Fundación Nacional para la Ciencia.
Después de su doctorado, pasó a ser becaria postdoctoral de la NASA en el Laboratorio de Cosmología Observacional en el Centro de vuelo espacial Goddard. En 2011, ganó una beca postdoctoral Dr. Martin Luther King, Jr. en el Instituto Tecnológico de Massachusetts, donde fue conjuntamente destinada al Instituto Kavli de Astrofísica e Investigación Espacial y al Departamento de Física. En el MIT, Prescod-Weinstein trabajó en el equipo dirigido por Alan Guth en el Centro de Física Teórica.
En 2016, se convirtió en la Investigadora Principal de una beca de $100,522 concedida por el FQXi para estudiar "Epistemological Schemata of Astro | Physics: A Reconstruction of Observers" buscando responder preguntas en relación con cómo redefinir el concepto de "observador" para incluir a aquellos existentes fuera del marco de la Ilustración Europea, y a cómo este cambio podría transformar nuestra manera de producir conocimiento científico.
Actualmente trabaja en el experimento STROBE-X de la NASA.

## Premios
Obtuvo la beca Gordon C Bynoe concedida por Barbados House Canada Inc. en 2007. En 2013 ganó el premio "Infinite Kilometer Award" otorgado por el MIT. En marzo de 2017, Prescod-Weinstein fue premiada con el LGTB+ Physicists Acknowledgement of Excellence Award "For Years of Dedicated Effort in Changing Physics Culture to be More Inclusive and Understanding Toward All Marginalised Peoples".

## Compromiso social
Es una defensora del incremento de la diversidad en el ámbito científico mediante la toma en consideración de la interseccionalidad y la puesta en valor de acuerdo con su importancia de los grupos infrarrepresentados que contribuyen a la producción de conocimiento científico. Ha sido miembro del comité ejecutivo de la National Society of Black Physicists. En 2017 ha sido oradora plenaria en el congreso Women in Physics Canada.
Ha escrito prestigiosos artículos científicos para la revista Slate, American Scientist, Nature Astronomía, Bitch Media y Physics World. Pertenece al equipo de críticos de Physics Today y es la jefa redactora de The Offing. La Sociedad Estadounidense de Física la describió como una "presencia vocal en Twitter". Prescod-Weinstein mantiene una lista de lectura "Descolonizando la ciencia". Prescod-Weinstein ha concedido varias entrevistas y ofrecido diversas charlas.